# هازجة سافي

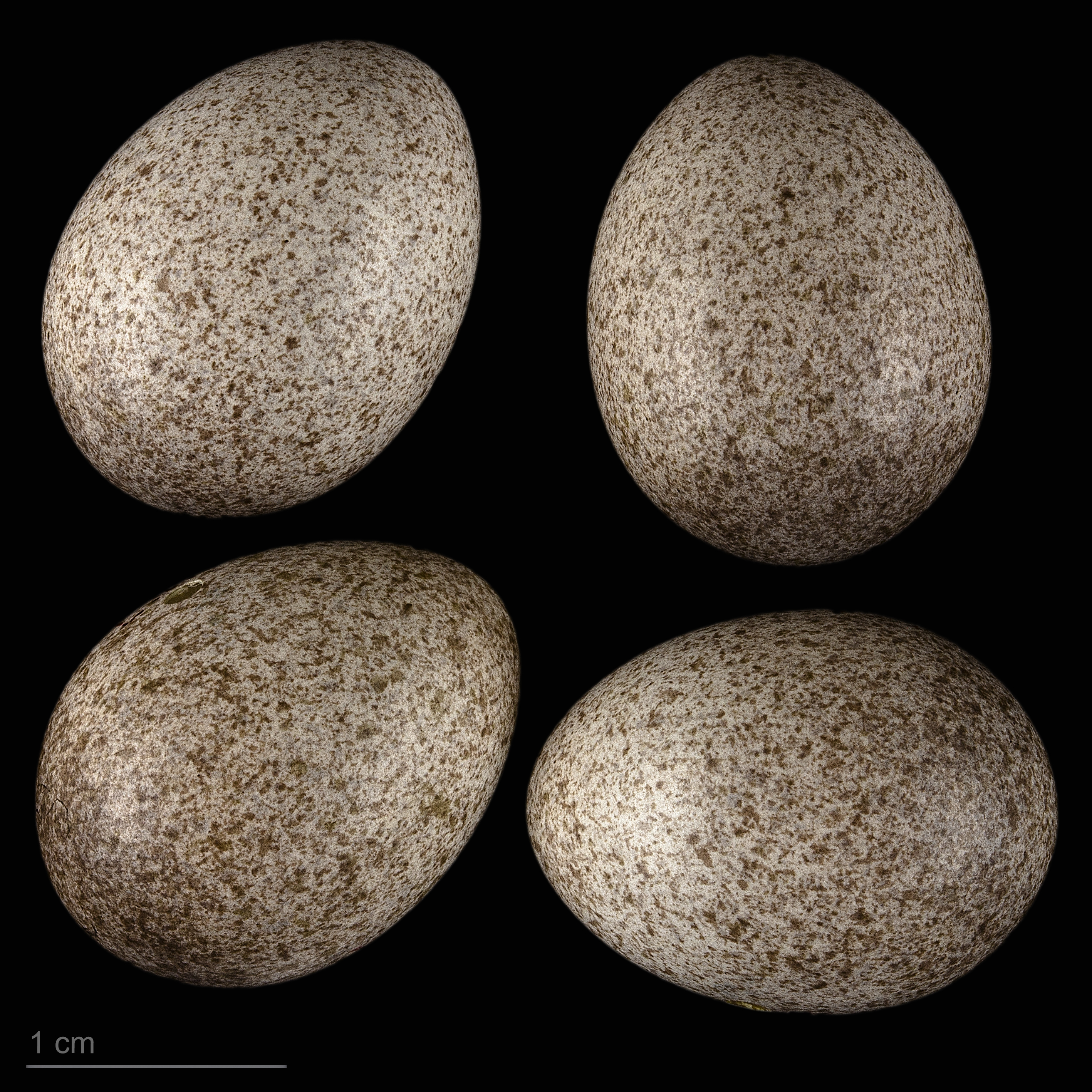
بيوض طير هازجة المستنقع

هازجة سافي وتسمى أيضا هازجة المستنقع (الاسم العلمي: Locustella  luscinioides) (بالإنجليزية: Savi's  Warbler)‏ هو طائر ينتمي إلى شاديات الأعشاب (فصيلة: Locustellidae).